# Pegnitz (miasto)
Pegnitz – miasto w Niemczech, w kraju związkowym Bawaria, w rejencji Górna Frankonia, w regionie Oberfranken-Ost, w powiecie Bayreuth. Leży w Szwajcarii Frankońskiej, nad rzeką Pegnitz, przy autostradzie A9, drodze B2, B85 i linii kolejowej Monachium – Drezno.
Miasto położone jest ok. 20 km na południe od Bayreuth, ok. 33 km na wschód od Forchheimu i ok. 45 km na północny wschód od Norymbergi.

## Dzielnice
W skład miasta wchodzą następujące dzielnice: 
| - Birklmühle - Bodendorf - Bronn - Buchau - Büchenbach - Großkrausmühle - Haidmühle - Hainbronn - Hammerbühl - Hedelmühle - Heroldsreuth - Herrenmühle | - Hollenberg - Horlach - Hufeisen - Kaltenthal - Kleinkrausmühle - Körbeldorf - Kosbrunn - Kotzenhammer - Langenreuth - Lehm - Leups - Leupsermühle | - Lobensteig - Lüglas - Melbach - Nemschenreuth - Neudorf - Neuhof - Oberhauenstein - Penzenreuth - Pertenhof - Reisach - Rosenhof - Scharthammer | - Stein - Stemmenreuth - Trockau - Troschenreuth - Unterhauenstein - Vestenmühle - Weidelwangermühle - Weidmannshöhe - Willenberg - Willenreuth - Wolfslohe - Ziegelhütte - Zips |

## Polityka
Burmistrzem od wyborów komunalnych w Bawarii w 2020 roku jest Wolfgang Nierhoff z Pegnitzer Gemeinschaft(PEG). Rada miasta składa się z 24 członków:
| rok  | CSU | PEG | SPD | FWG | Zieloni i niezależni | FW | ZP | Razem      |
| 2020 | 6   | 5   | 4   | 3   | 3                    | 2  | 1  | 24 mandaty |

## Współpraca
Miejscowości partnerskie:
- Guyancourt, Francja
- Slaný, Czechy

## Zabytki i atrakcje
- rynek z ratuszem z 1347
- źródło rzeki Pegnitz
- młyn Zaußenmühle z 1450
- ruiny zamku Böheimstein

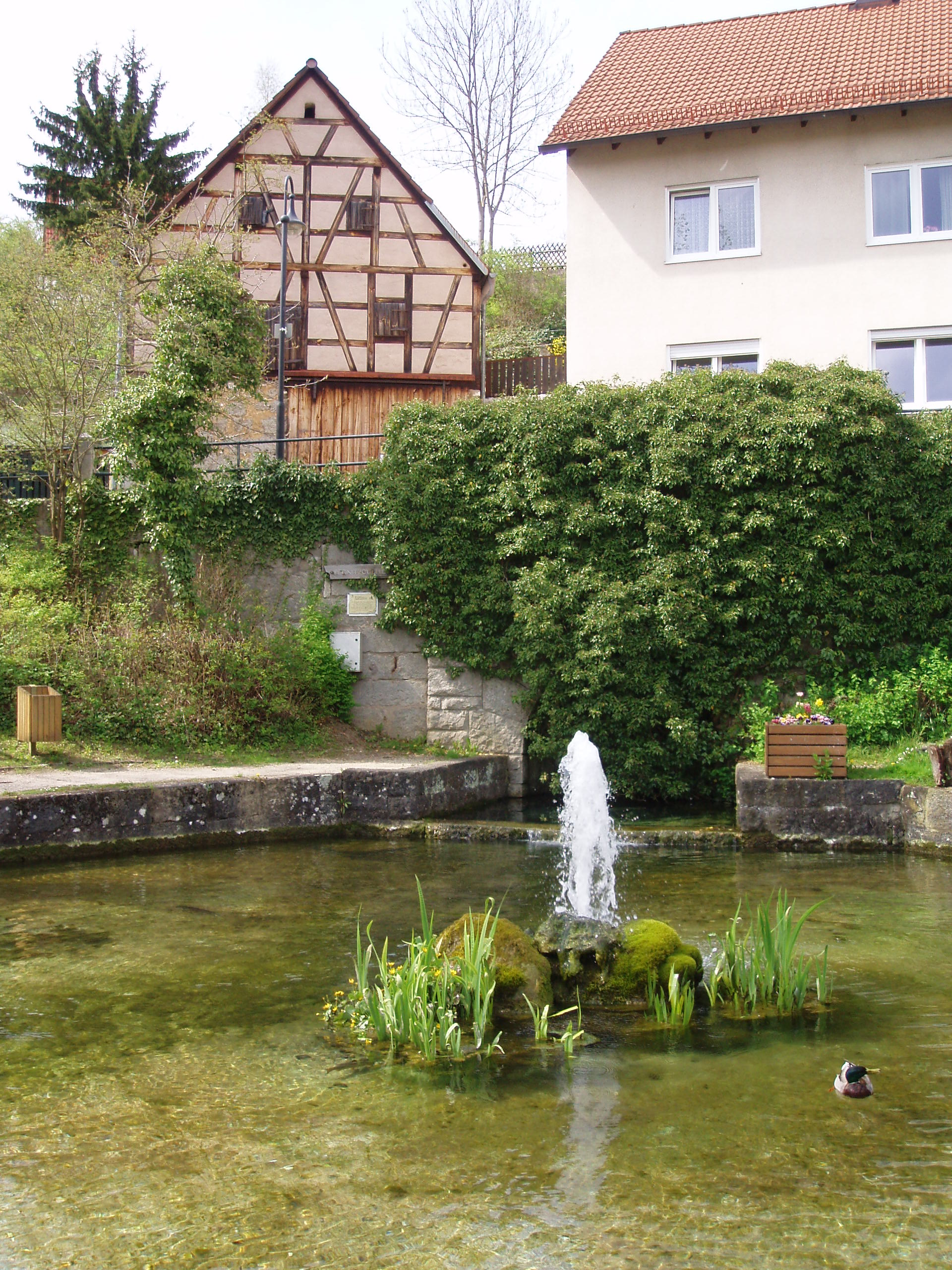
Źródło rzeki Pegnitz

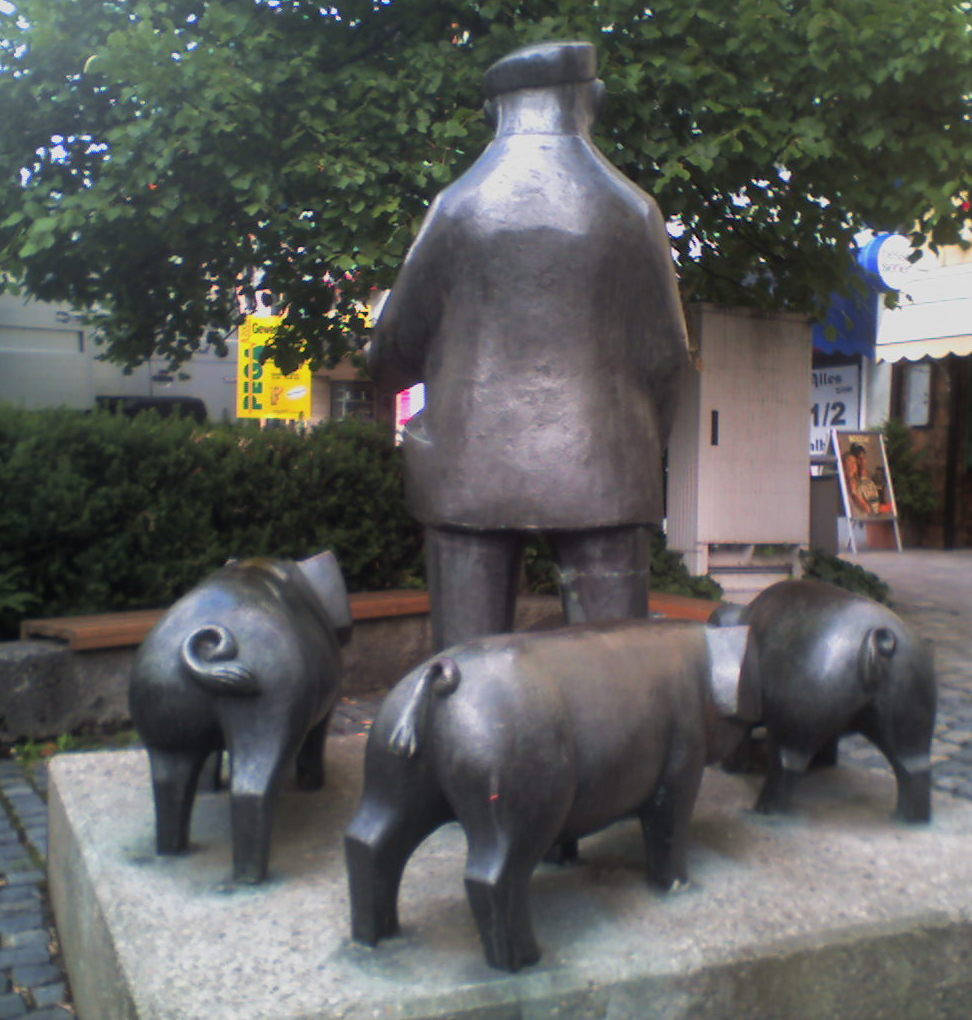
Pomnik świniopasa

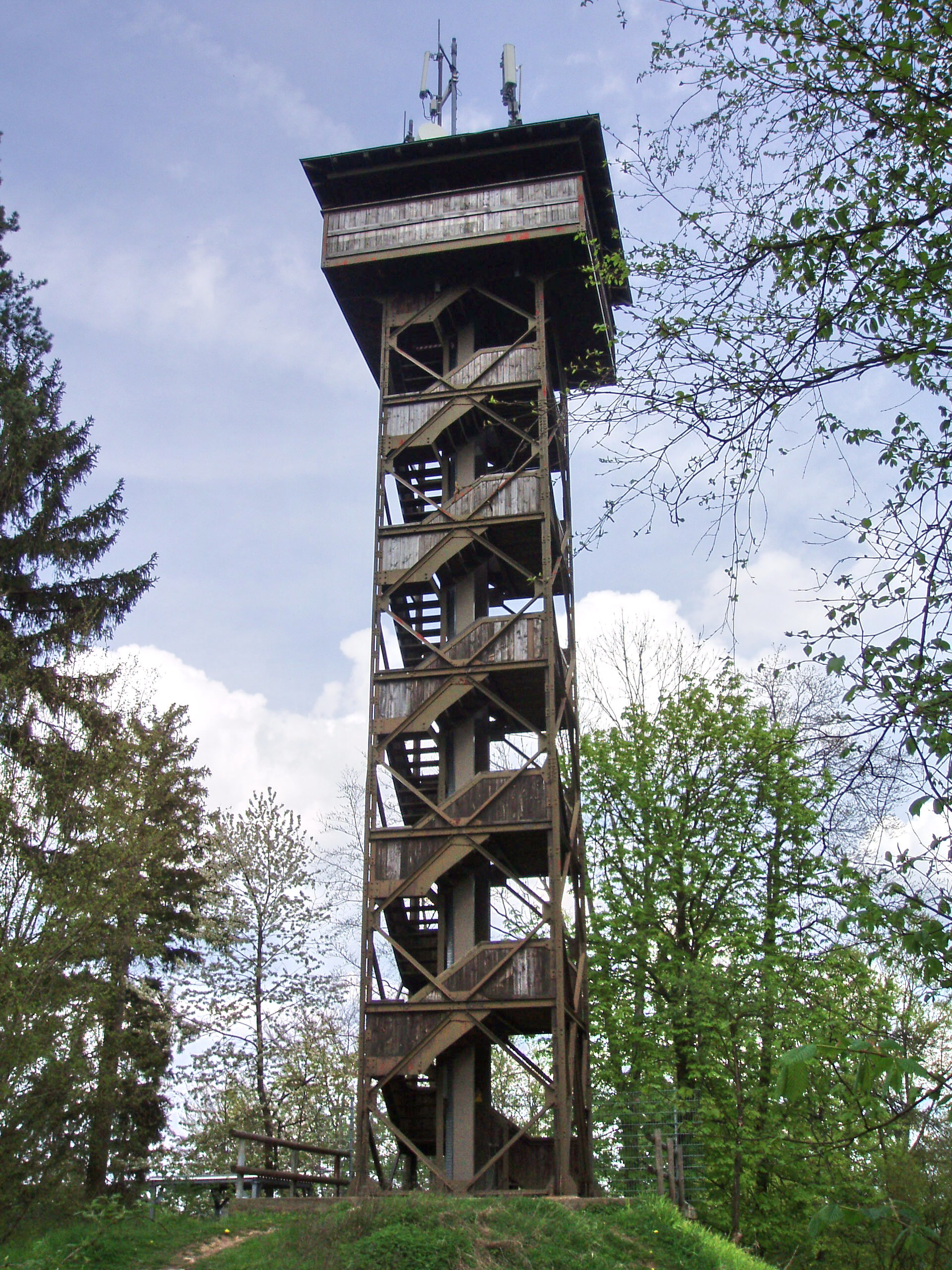
Wieża widokowa na górze Schloßberg

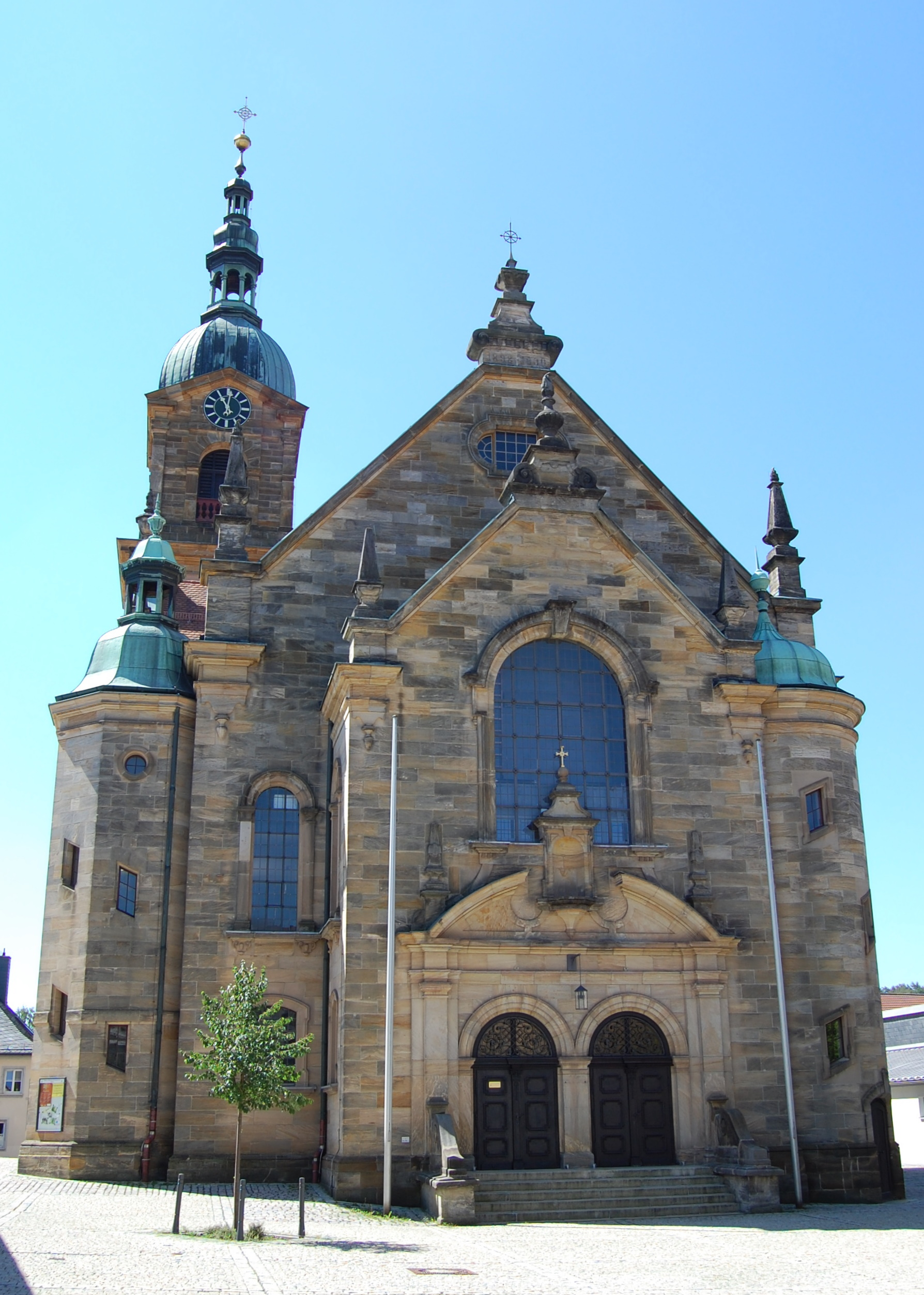
Kościół św. Bartłomieja (St. Bartholomäus)

- miejski Kościół Parafialny pw. św. Bartłomieja (St. Bartholomäus) z 1900
- góra Schloßberg z wieżą widokową z 1923
- pomnik przemysłowy "Erwein II"
- pomnik świniopasa,
- modernistyczny Kościół pw. Najświętszego Serca Jezusowego (Herz-Jesu), architekt Peter Leonhardt